# Кузгенак
Кузьганак, Кузгенак (баш. Күҙгәнәк) — скала в Гафурийском районе Республики Башкортостан расположена на территории ландшафтного природного парка Зилим, уникального природного объекта, имеющего особую природоохранную, научную, историко-культурную, этнографическую значимость. На его территории находятся самые высокие скалы — Мамбет и Кузгенак. Находится в 17 км выше по течению Зилима от деревни Толпарово.
На скале гнездуется сокол сапсан, включённый в Красную книгу России как малочисленный вид (II категория), а также в Приложение I к Конвенции СИТЕС, запрещающее торговлю этими птицами во всём мире.

## Описание
Скала Кузьганак отвесным гребнем примыкает к хребту Тикатау и представляет собой плоский останец, по форме напоминающий развернутый развевающийся флаг, высотой более 130 метров, толщина основания не превышает 25-30 метров. Ни в Башкортостане, ни на всем Южном Урале больше подобных по форме скал нет.
Общая протяжённость скалы — около 150 метров, тянется с северо-запада на юго-восток. На вершине, напоминающий седловину, есть тропа. Река Зилим образует здесь 2.5 километровый меандр и протекает в непосредственной близости от скалы как с севера, так и с юга.

## Этимология
В центре скалы есть сквозная пещера, через которую падает свет на противоположный берег в лунные ночи, потому и назвали скалу Кузьганак (по-башкирски — «глазок», от слова баш. Күҙ — глаз).